# Ethan Iverson
Ethan Iverson, né le 11 février 1973 à Menomonie, est un pianiste, compositeur et critique américain de jazz, principalement connu pour son travail avec le trio The Bad Plus.
Il a également joué avec Mark Turner, Billy Hart, Lee Konitz, Joshua Redman, Kurt Rosenwinkel, ou encore Tim Berne.

## Biographie

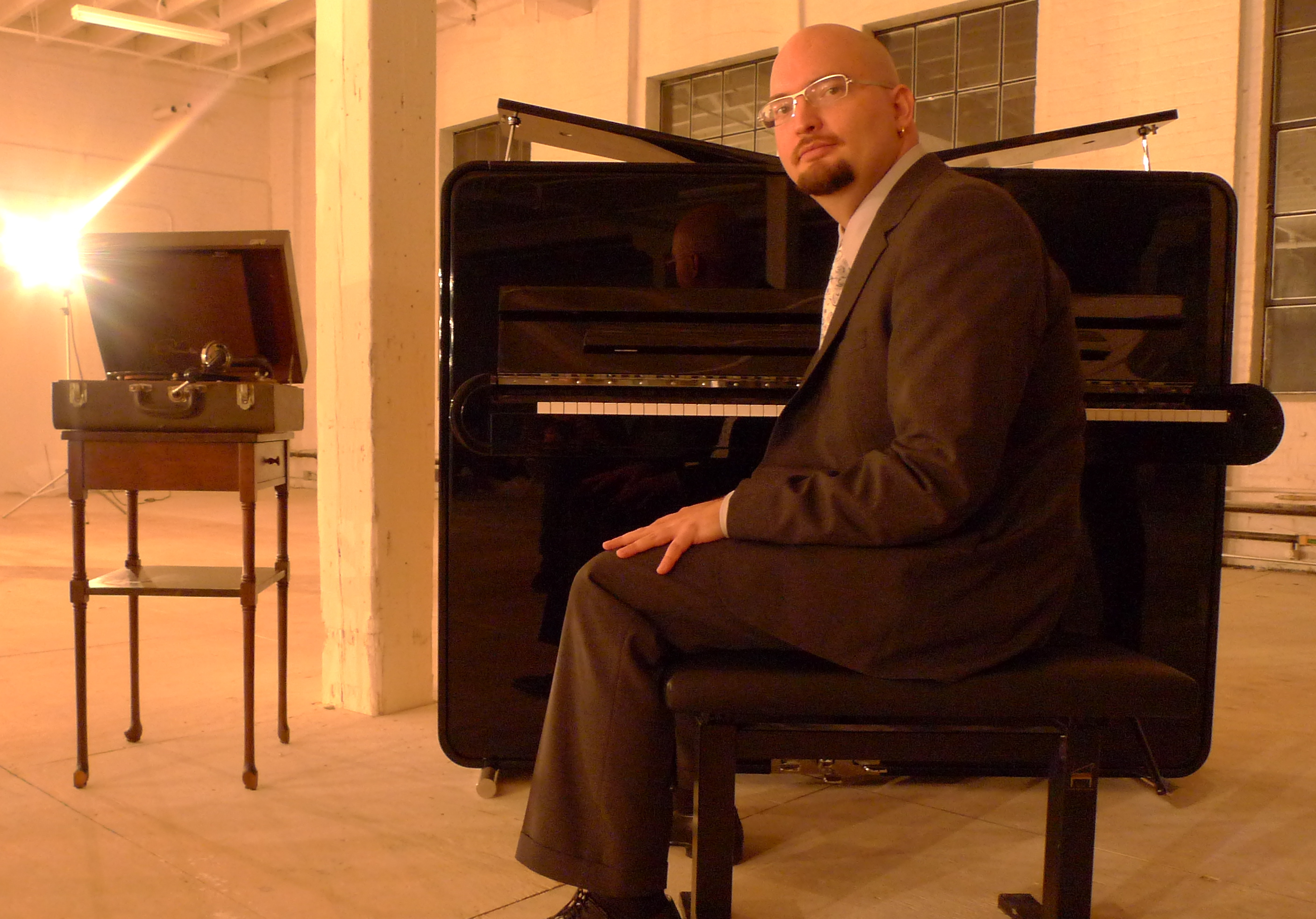
Ethan Iverson en 2009.

Ethan Iverson grandit dans le Wisconsin. Enfant, il découvre le jazz à la télévision, à travers la musique écrite par Vince Guaraldi pour Charlie Brown ou celle d'Henry Mancini pour La Panthère rose. Il se passionne pour le genre assez rapidement, et voit le Pat Metheny group pour la première fois alors qu'il a douze ans.
En 1991, il s'installe à New York.
Autour de 1998, il gagne sa vie en jouant du tango pour des danseurs. Il joue également du jazz dans un groupe avec Reid Anderson, Bill McHenry et Jorge Rossy.
Il est directeur musical de la compagnie de danse de Mark Morris.
The Bad Plus est fondé à Minneapolis en 2001, avec Reid Anderson à la contrebasse et David King à la batterie.
Depuis 2003, Ethan Iverson joue dans le quartet du batteur Billy Hart, en compagnie du saxophoniste Mark Turner.
Le pianiste quitte The Bad Plus en 2017, où il est remplacé par Orrin Evans.
En 2019 paraît Temporary Kings (EMC), en duo avec le saxophoniste Mark Turner.
Le 20 septembre 2019 paraît Common Practice (EMC/Universal), avec Tom Harrell, Eric McPherson et Ben Street. Le disque, enregistré au Village Vanguard, est constitué principalement de standards et de blues,.

### Enseignement
Depuis 2016, il enseigne le piano jazz au Conservatoire de musique de la Nouvelle-Angleterre.

### Critique
Depuis 2006, Ethan Iverson publie régulièrement sur son blog Do the m@th, très suivi dans le milieu, des articles sur le jazz : des interviews au long cours de musiciens comme Carla Bley, Benoît Delbecq, Charlie Haden, Tom Harrell, Keith Jarrett ou Bill Frisell ; des articles pédagogiques ; ou encore des articles sur des musiciens comme Thelonious Monk, Charlie Parker, le compositeur et pianiste américain Mel Powell, Herbie Nichols ou McCoy Tyner.
Il écrit régulièrement pour la presse, notamment pour The New Yorker ou pour JazzTimes.

## Style
Vers ses 15 ans, il a décidé de ne pas utiliser les voicings de McCoy Tyner, Herbie Hancock ou Chick Corea, les trois pianistes les plus en vue à l'époque.

## Discographie

### En tant que leader ou co-leader
- 1993 : School Work, avec Dewey Redman, Johannes Weidenmüller et Falk Willis (Mons Records)
- 1999 : The Minor Passions[15] (Fresh Sound Records)
- 2000 : Live At Smalls (en)[16], avec Bill McHenry, Reid Anderson et Jeff Williams (Fresh Sound New Talent)
- 2002 : Lazy Afternoon (Live At The Jamboree)[17], avec Chris Cheek, Ben Street et Jorge Rossy (chez Fresh Sound Records New Talent)
- 2002 : Guilty (Live At The Jamboree)[18], avec Chris Cheek, Ben Street et Jorge Rossy (chez Fresh Sound Records New Talent) ; Avec Chris Cheek

- 2004 : Deconstruction Zone (Standards)[19] chez Fresh Sound Records
- 2004 : Construction Zone (Originals)[20] chez Fresh Sound Records

- 2013 : Costumes Are Mandatory (en), avec Lee Konitz, Larry Grenadier et Jorge Rossy (HighNote Records)
- 2016 : The Purity of the Turf (en) (Criss Cross)
- 2018 : Temporary Kings (en), avec Mark Turner (EMC)
- 2019 : Common Practice (en) (EMC/Universal)
- 2018 : Bud Powell In The 21st Century avec Umbria Jazz Orchestra et Dayna Stephens, Ingrid Jensen, Ben Street, Lewis Nash chez Sunnyside Records[21]
- 2021 : Every Note Is True chez Blue Note avec Larry Grenadier et Jack DeJohnette
- 2024 : Technically Acceptable chez Blue Note avec Thomas Morgan/Kush Abadey et Simón Willson/Vinnie Sperrazza

### AvecThe Bad Plus
- 2001 : The Bad Plus[22] (2001 - Fresh Sound Records) – aussi connu sous le nom de « Motel »
- 2002 : bootleg autorisé : concert de New York le 12/16/01
- 2003 : These Are the Vistas (Epic)
- 2004 : Give
- 2005 : Blunt Object : Live In Tokyo (BMG)
- 2005 : Suspicious Activity ? (Sony BMG)
- 2007 : Prog (Emarcy)
- 2008 : For All I Care (sorti en 2009 en Amérique du Nord)
- 2010 : Never Stop (Universal)
- 2012 : Made Possible (Universal)
- 2014 : The Rite of Spring (Sony)
- 2014 : Inevitable Western (Okeh/Sony)
- 2015 : The Bad Plus Joshua Redman (en) (Nonesuch Records)
- 2016 : It's hard (Okeh/Sony)

### Avec Albert Tootie Heath et Ben Street
- 2010 : Live At Smalls (SmallsLIVE)
- 2013 : Tootie's Tempo[23] (Sunnyside)
- 2015 : Philadelphia Beat[24] (Sunnyside)

### En tant que sideman
Avec Reid Anderson
- 1997 : Dirty Show tune[25]
- 1999 : Abolish Bad Architecture[26]

avec Tim Berne
- 2008 : (Duck) The Buffalo Collision[27]

Avec Thomas Chapin
- 1996 : Avantango Live 1996[28]

Avec Martin Speake
- 2004 : My Ideal
- 2018 : Intention[29]

Avec Billy Hart
- 2006 : Billy Hart Quartet (en) (HighNote)
- 2012 : All Our Reasons (en) (ECM)
- 2014 : One Is the Other (en) (ECM)

Avec Christophe Schweitzer
- 2020 : Physique[30]

Avec Mark Turner
- 2020 : The Power Tapes[31]

Avec  Vinnie sperrazza et Michael Formanek
- 2023 Saturday[32] chez Fresh Sound Records